# 钱克明
钱克明（1962年9月—），安徽郎溪人，男，汉族，中华人民共和国政治人物。1987年8月参加工作，中国民主同盟盟员。

## 生平
安徽农学院农学专业本科毕业，中国农业科学院遗传育种专业硕士研究生、农业经济管理专业博士研究生。历任中国农业科学院农业经济研究所助理研究员、科技开发总公司总经理、国际合作与产业发展局副局长、农业经济与发展研究所所长。
2005年7月，任农业部农业贸易促进中心主任（中国贸易促进委员会农业行业分会、中国国际商会农业行业商会秘书长）。2008年9月，任农业部市场与经济信息司司长。2011年2月，担任农业部发展计划司司长。2013年12月，担任农业部总经济师。
2015年4月，任商务部副部长。
第十一届、十二届全国政协常委，代表中国民主同盟。2018年1月，当选第十三届全国政协委员。
2022年10月，不再担任商务部副部长职务。